# Bang Rak Noi
Bang Rak Noi (tiếng Thái: บางรักน้อย, phát âm [bāːŋ rák nɔ́ːj]) là một trong mười phó huyện (tambon) của huyện Mueang Nonthaburi, thuộc tỉnh Nonthaburi, Thái Lan. Phó huyện xung quanh (theo chiều kim đồng hồ) là Om Kret, Tha It, Sai Ma, Bang Krang, Bang Len, Bang Rak Yai và Bang Rak Phatthana. Vào năm 2020, tổng dân số ở đây là 21.366 người.

## Phân cấp hành chính

### Hành chính trung tâm
Phó huyện được chia thành 6 làng (muban).
| No. | Tên                | Tiếng Thái    |
| --- | ------------------ | ------------- |
| 01. | Ban Bang Pradu     | บ้านบางประดู่    |
| 02. | Ban Bang Rak Noi   | บ้านบางรักน้อย   |
| 03. | Ban Bang Rak Noi   | บ้านบางรักน้อย   |
| 04. | Ban Bang Rak Noi   | บ้านบางรักน้อย   |
| 05. | Ban Nong Bua       | บ้านหนองบัว     |
| 06. | Ban Bang Pradu Yai | บ้านบางประดู่ใหญ่ |

### Hành chính địa phương
Toàn bộ khu vực phó huyện được bảo phủ bởi tổ chức hành chính phó huyện Bang Rak Noi (tiếng Thái: องค์การบริหารส่วนตำบลบางรักน้อย).